# Tatranské Zruby
Tatranské Zruby est une localité de la ville de Vysoké Tatry. Elle est située à 995 m d'altitude. Elle fut fondée en 1923 comme campement militaire.